# Cauchemar virtuel
Cauchemar virtuel (titre original : The Reality Bug) est le quatrième tome de la série à succès Bobby Pendragon écrite par D. J. MacHale.

## Résumé
Bobby, le voyageur de seconde Terre, est appelé par Aja Killian, voyageuse de Veelox, sur son territoire, un monde à la technologie avancée. À son arrivée, il découvre qu'une invention a priori géniale a en fait amené le territoire de Veelox au bord du gouffre.
Lorsque Bobby arrive sur Veelox accompagné de Gunny, voyageur de première terre, Bobby a la surprise de trouver Saint-Dane à la sortie du flume. Le démon lui apprend alors que Veelox a déjà été anéanti.  
Il partait donc pour un autre territoire. C'est lorsque Gunny et Bobby ont essayé d'empêcher Saint-Dane de partir qu'il s'est démultiplié. Les deux voyageurs, malgré leurs efforts, n'arrivent pas à stopper Saint-Dane. Il s'enfuit vers un territoire nommé "Eelong". Gunny décide alors de le suivre pour que Saint-Dane ne prenne pas trop d'avance sur eux. Bobby reste donc seul sur Veelox. 
Il rencontre alors Aja Killian, la voyageuse locale. Aja lui fait découvrir son monde qui, à première vue paraissait normal mais qui était en fait très avancé technologiquement. Les rues étaient toutes désertes. C'est alors qu'il découvrit Utopias, une grande pyramide noire qui en fait, abritait la grande majorité de la population de Veelox. Les personnes se trouvant à l'intérieur étant en "immersion".